# Ненюгинская впадина
Ненюгинская впадина — впадина на северо-востоке Забайкальского края России. В морфоструктурном отношении является северо-восточным продолжением Тунгирской впадины.

## Расположение
Ненюгинская впадина располагается между отрогами Тунгирского хребта (с северо-запада) и хребта Западный Люндор (с юго-востока). Впадина начинается от низовьев реки Ненюга и протягивается сначала в широтном, а от реки Хаимкан — в северо-восточном направлении почти до истоков. Протяжённость впадины превышает 60 км, максимальная ширина достигает 10—15 км.

## Геология
Ненюгинская впадина сложена осадочными (с залежами бурого угля) и базальтоидными формациями верхнеюрско-нижнемелового возраста, которые перекрыты сверху кайнозойскими континентальными отложениями сравнительно небольшой мощности. Заложение впадины произошло в мезозое, основное формирование шло в неоген и антропоген.

## Гидрография и ландшафт
Днище впадины занимают река Ненюга и её притоки, урезы воды в которых в пределах впадины варьируются от 550 до 650 м. Преобладающие типы ландшафта — приречные луга, заболоченные мари и горная тайга.